# Island (Bob Brookmeyer e Kenny Wheeler)
Island è un album di Bob Brookmeyer e Kenny Wheeler, pubblicato dall'etichetta Artists House Records nel 2003.
Il disco fu registrato il 27-29 settembre del 2002 al "Mix One Studios" di Boston in Massachusetts (Stati Uniti).

## Tracce
1. Before the First Time – 7:56 (Kenny Wheeler)
2. 114 – 7:29 (Kenny Wheeler)
3. Where Do We Go from Here? – 7:46 (Kenny Wheeler)
4. Song for Kenny – 9:44 (Bob Brookmeyer)
5. Upstairs with Beatrice – 7:23 (Bob Brookmeyer)
6. Island – 9:47 (Bob Brookmeyer)
7. Strange One – 5:41 (Kenny Wheeler)

## Musicisti
- Bob Brookmeyer - trombone a pistoni
- Kenny Wheeler - tromba, flugelhorn
- Frank Carlberg - pianoforte
- Jeremy Allen - contrabbasso
- John Hollenbeck - batteria